# Bernat de Pau
Bernardo de Pau (Banyuls-sur-Mer, 1394-Gerona, 1457) fue obispo de Gerona entre 1436 y 1457.

## Biografía
Se doctoró en derecho y en 1417 fue nombrado canónigo de la Catedral de Gerona. En 1424 se le nombró vicario general de Gerona, cargo que compaginó con el de gran arcediano de la catedral de Elna. Finalmente, en 1436 fue nombrado obispo de Gerona. El mismo año de su nombramiento firmó un decreto, confirmado al año siguiente en el concilio de Basilea, que determinaba que únicamente podían ser canónigos de Gerona los hijos de nobles. En 1444 se trasladó a Roma donde residió durante dos años y medio. En 1450, ya de regreso en Gerona y con la salud deteriorada, nombró como su auxiliar al obispo titular de Nicea. Falleció en 1457.
Bernardo de Pau fue quien ordenó la construcción de la capilla de Sant Pau de la catedral gerundense, capilla en la que fue enterrado. Además, encargó la decoración del altar mayor así como la construcción de las pilas bautismales.
Pertenecía al linaje de caballeros de los Pau, originario del Alto Ampurdán. Era hijo de Joan de Pau i Rubió, señor de les Abelles. Su sobrino Joan Margarit i de Pau fue también obispo de Gerona así como un destacado humanista.